# Hilmar Finsen

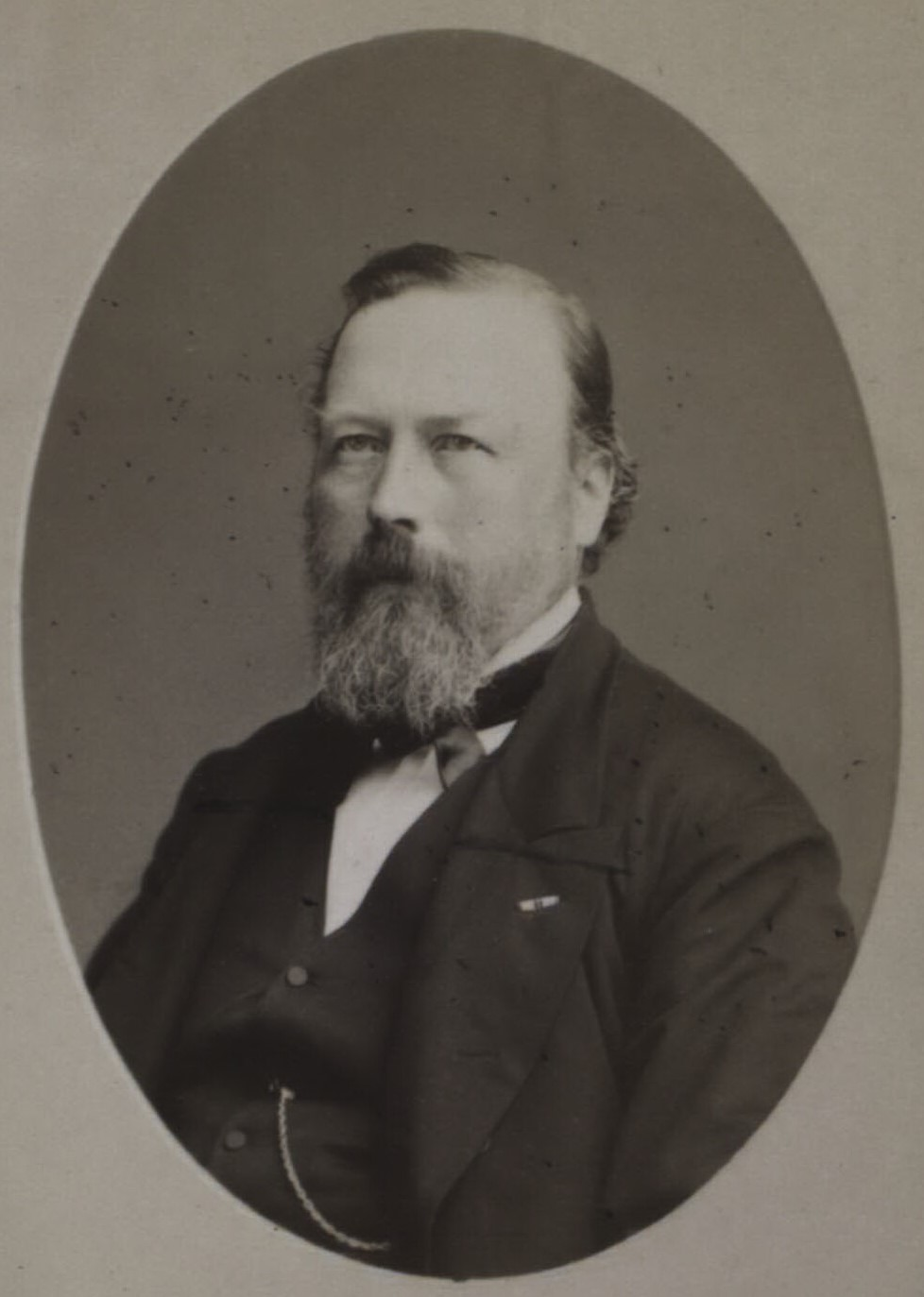
Hilmar Finsen.

Søren Hilmar Steindór Finsen, född den 28 januari 1824 i Kolding, död den 15 januari 1886 i Köpenhamn, var en dansk-isländsk ämbetsman. Han var sonson till biskop Hannes Finnsson. 
Finsen avlade 1841 studentexamen och 1846 juris kandidatexamen. Han var 1850–1864 borgmästare i Sønderborg samt blev 1865 stiftsamtman på Island och 1873 landshövding där, den förste innehavaren av detta ämbete. År 1883 kallades han till overpresident i Köpenhamn och 1884 till inrikesminister, men måste avgå redan 1885 till följd av sjukdom.
Varmt tillgiven sin ätts stamland, vars språk han lärde sig behärska, ägnade han sina bästa krafter åt Island. Han stod emellertid i en pinsam ställning mellan ett på sin rätt yrkande folk och danska regeringen. Likväl tröttnade han inte på att mäkla mellan dem bägge, och han hade till en väsentlig del förtjänsten av 1874 års författningslag om Islands särskilda angelägenheter. Också vann han starka sympatier hos det isländska folket.